# Radewiger Feldmark
Die Radewiger Feldmark ist ein Teil des Herforder Stadtteils Herford-Stadt, der der Stadt Herford entspricht, wie sie bis zur Eingemeindung weiterer Stadtteile am 1. Januar 1969 bestand.

## Lage

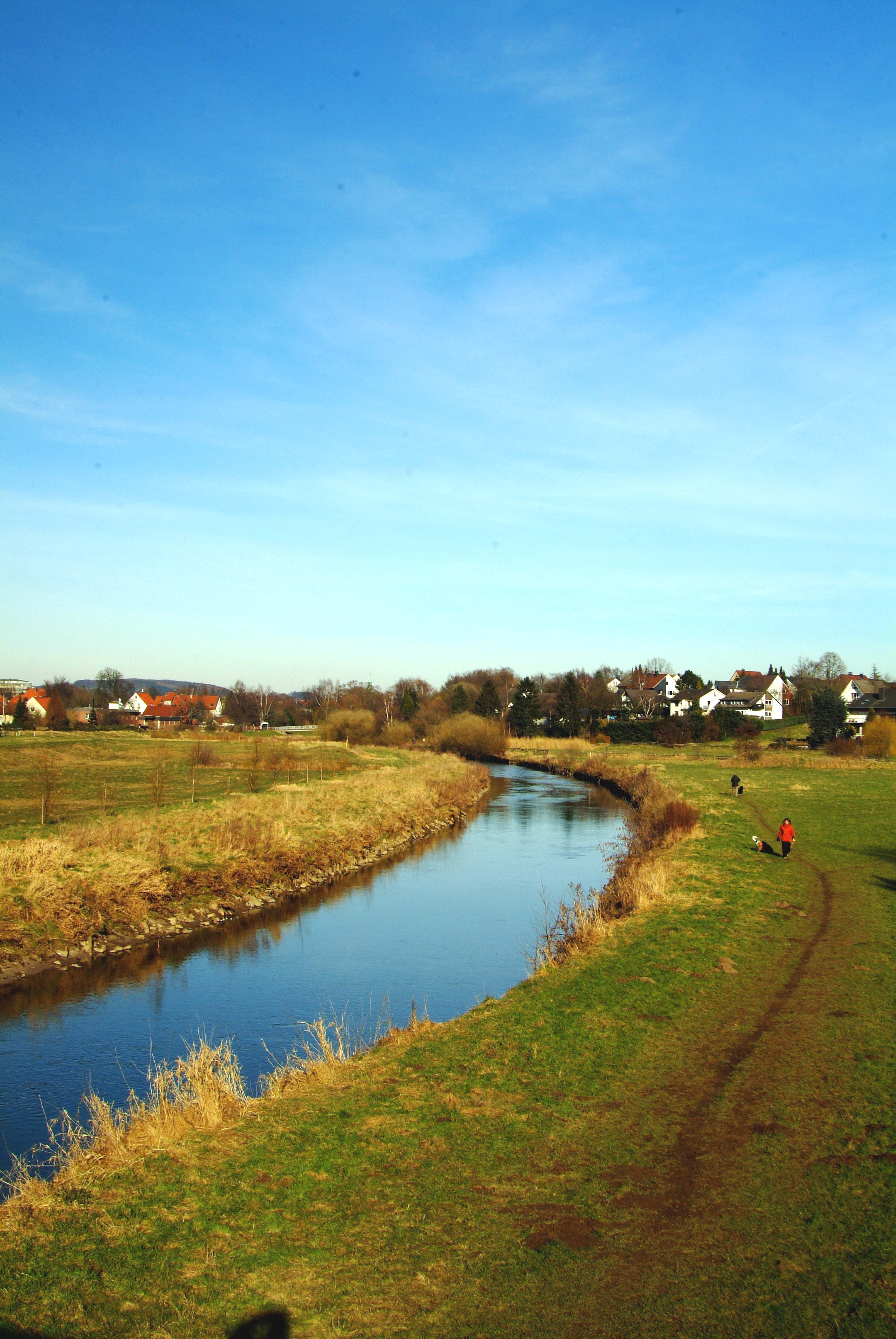
Die Westfälische Aa in Herford nahe der Bielefelder Straße

Die Radewiger Feldmark erstreckt sich von der Radewig, die ein Teil der Innenstadt ist, bis zur ehemaligen Stadtgrenze im Norden und Westen der Stadt.
Dementsprechend liegt im Nordosten und Osten der Stadt Herford, angrenzend an die Neustadt, die Neustädter Feldmark und im Süden der Stadt Herford, angrenzend an die Altstadt, die Altstädter Feldmark.
Da der größte Teil der Radewiger Feldmark von der Innenstadt gesehen jenseits der Bahnstrecke Dortmund–Hannover liegt, wird zu diesem Bereich auch gerne „hinter der Bahn“ oder „achter der Bahn“ gesagt.

## Nachbarstadtteile
Im Osten ist die Werre der Grenzfluss zur Neustädter Feldmark. Südlich davon bildet die Aa die Grenze zur Neustadt. Der sich nach Süden hin anschließende Stadtgraben grenzt an die Radewig. Im weiteren Verlauf bildet wieder die Aa die Grenze zur Altstädter Feldmark.
Im Westen grenzt die Radewiger Feldmark an die Herforder Stadtteile Diebrock und Herringhausen. Im Norden bildet der Düsedieksbach die Grenze zu den Hiddenhausener Ortsteilen Schweicheln-Bermbeck, Sundern und Oetinghausen.

## Landschaft

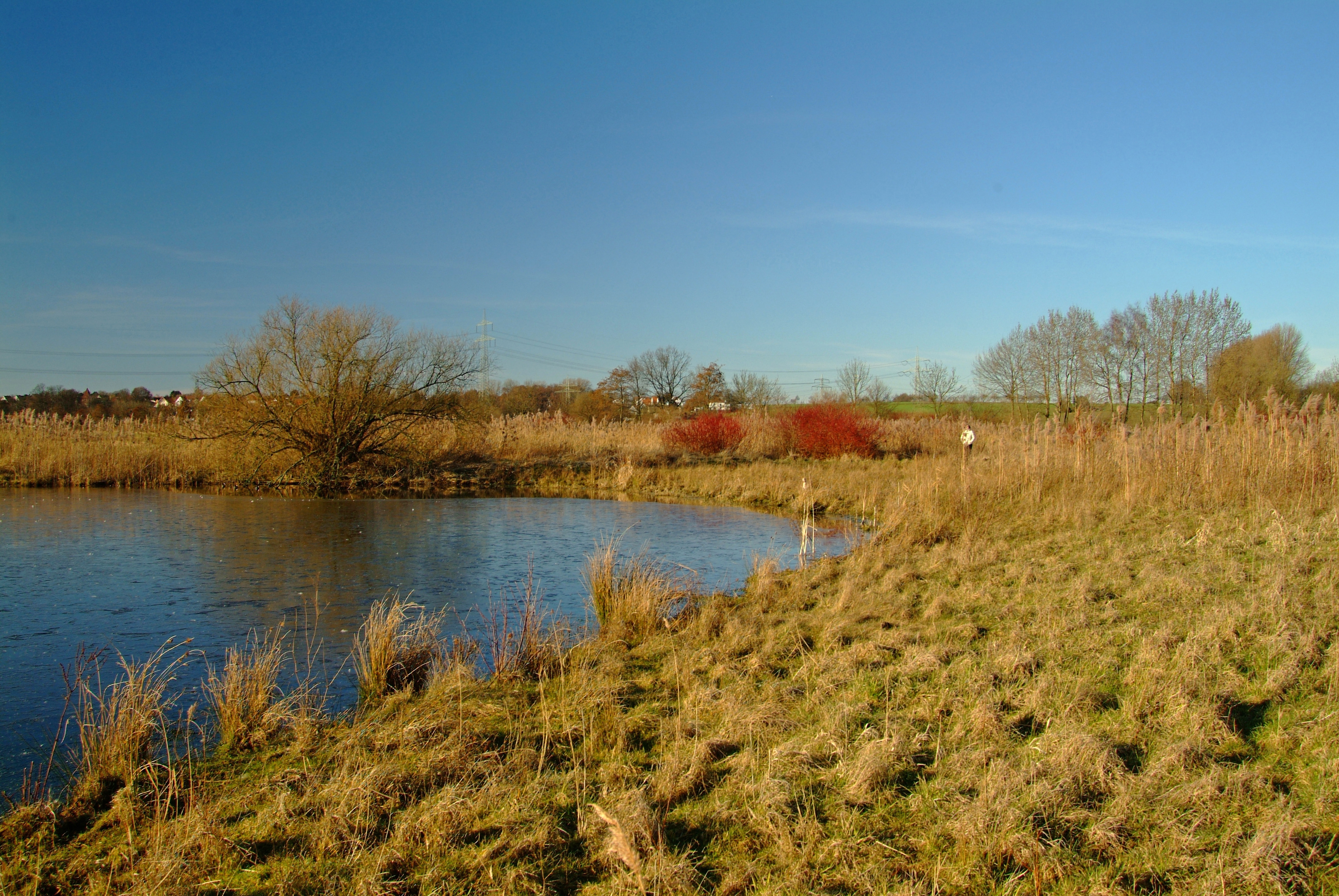
Teich im Naturschutzgebiet „Füllenbruch“ in Herford

Die Radewiger Feldmark ist weitgehend durch Wohn- und Gewerbebebauung geprägt. Lediglich außerhalb der Umgehungsstraße und im Tal der Aa befinden sich größere unbebaute, meist landwirtschaftlich genutzte Flächen oder Wiesen. Im Norden liegt das Naturschutzgebiet Füllenbruch, das sich bis nach Hiddenhausen hinein erstreckt. Eine kleine fast kreisrunde Grünfläche, die hinter dem Bahnhof vollständig von Straßen umgeben ist, wird liebevoll „Radewiger Kurpark“ genannt.

## Schulen

### Otto-Hahn-Schule
An der Uhlandstraße liegt die älteste Realschule der Stadt Herford, die bis 1969 Realschule Uhlandstraße hieß.

### Fachschule für Agrarwirtschaft
An der Ravensberger Straße befindet sich die Fachschule für Agrarwirtschaft, die aus einer Landwirtschaftsschule und einer Höheren Landbauschule hervorgegangen ist.

### Musikschule Herford
Die Musikschule Herford wurde im Jahr 2004 an der Goebenstraße neu errichtet.

### Grundschule Radewig
In der Radewiger Feldmark gibt es an der Diebrocker Straße die Grundschule Radewig.

## Marta-Viertel

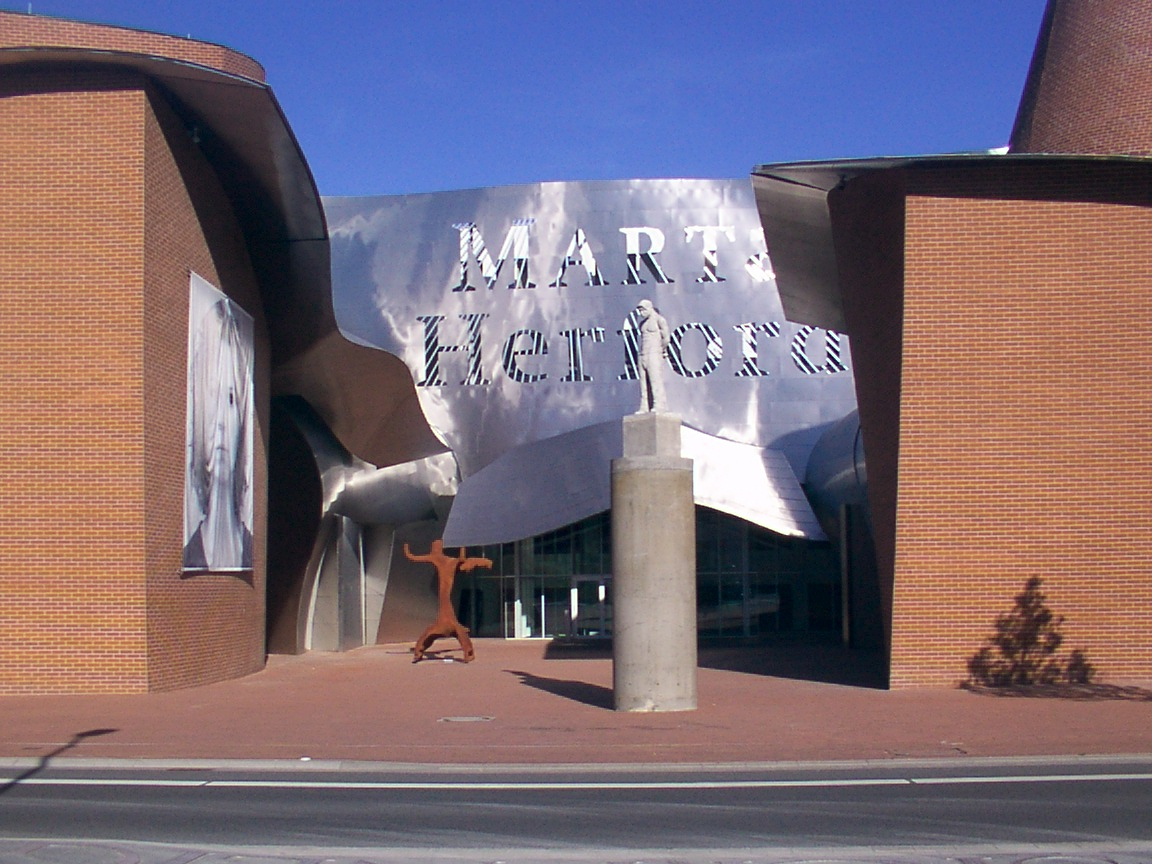
Marta Herford

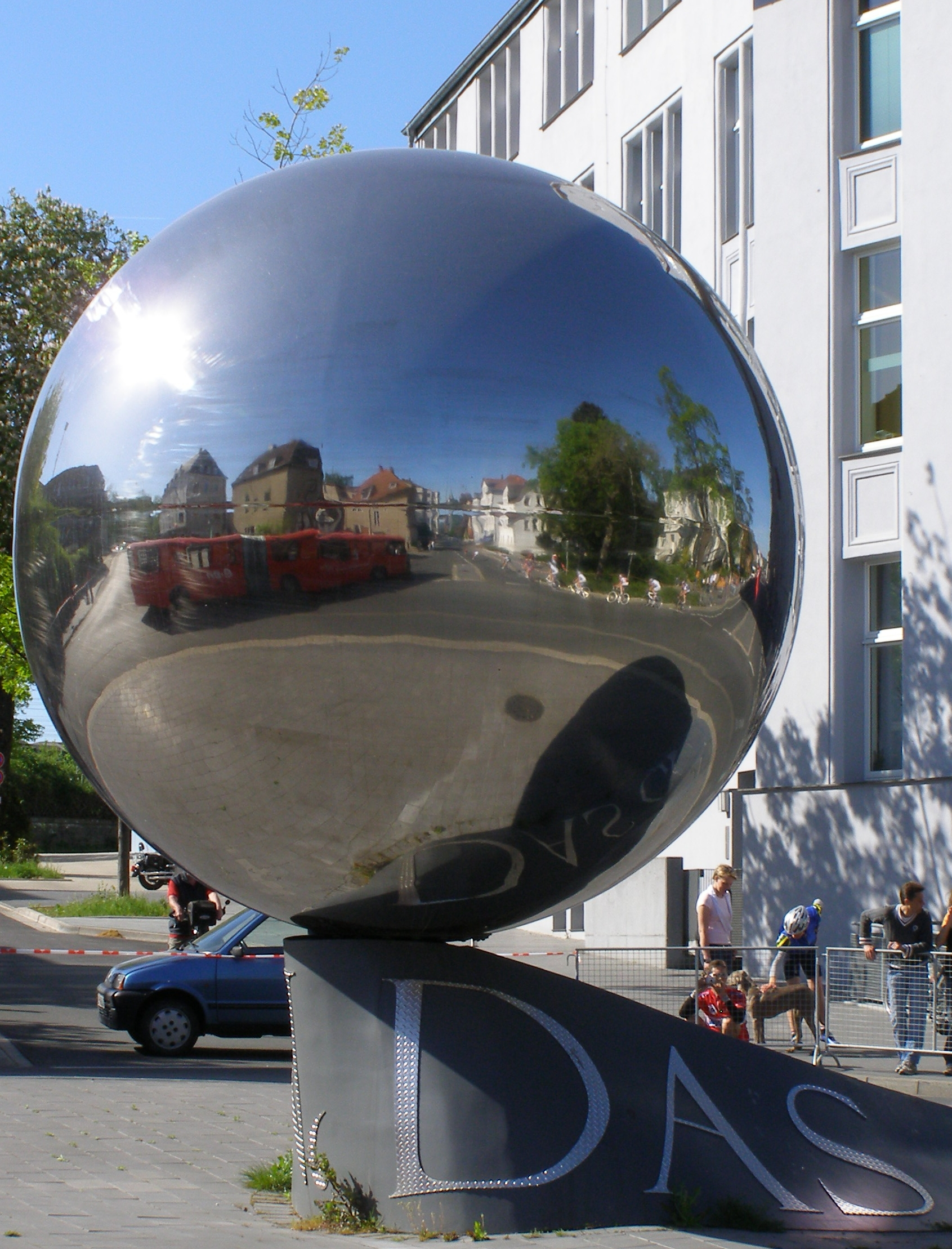
La Palla (Kreuzung Schillerstraße/Goebenstraße)

### Marta
Auf dem früheren Betriebsgelände von Ahlers Goldress befindet sich das Museum Marta. Es wurde nach einem Entwurf des Architekten Frank Gehry, der auch das Museo Guggenheim in Bilbao konstruiert hatte, erbaut und im Mai 2005 eröffnet. Innerhalb des Gebäudes befinden sich auch mehrere deutsche Möbelverbände.

### Elsbachhaus und Umgebung
In den Jahren 2004 und 2005 wurde das schmucklose Viertel an der Goebenstraße unweit des Bahnhofs zwischen der Schillerstraße und der Luisenstraße komplett neu gestaltet. Nachdem bis dahin die Deutsche Post etwa 30 Jahre lang in den vormaligen Gebäuden des bedeutenden, aber nicht mehr bestehenden Herforder Textilunternehmens Elsbach ansässig war, wurde das unter Denkmalschutz stehende Kerngebäude zum heutigen Elsbachhaus restauriert. Kleinere später auf dem Areal errichtete Nebengebäude wurden dabei abgerissen. Im Elsbachhaus befinden sich auf knapp 8000 Quadratmetern Büros, Seminarräume, ein Restaurant und auf zwei Ebenen Einkaufspassagen. Im April 2009 zog Radio Herford aus dem Parkhaus Neustadt ins Elsbachhaus.
Auf dem Gelände der ehemaligen Paketumschlagstelle wurde entlang der Bahnstrecke das Parkhaus Marta-Areal mit 456 Parkplätzen errichtet. Das Untergeschoss eines ehemaligen Fabrikgebäudes wurde zu einem Restaurant mit Außengastronomie umgestaltet.
Der Käthe-Elsbach-Platz neben dem Elsbachhaus erinnert seit September 2006 an Käthe Elsbach (verheiratete Maass). Sie stammte aus der jüdischen Industriellenfamilie, die im heutigen Elsbachhaus in den 1920er Jahren die größte Wäschefabrik Europas betrieb. In der NS-Zeit konnte die Familie Elsbach auswandern, während Käthe Maass-Elsbach von ihrem Wohnsitz Hamburg deportiert und im Konzentrationslager ermordet wurde.

### Unterkünfte
Zwischen dem Parkhaus an der Bahn und dem Marta-Museum wurde im Oktober 2022 ein InterCityHotel mit 135 Zimmern eröffnet. Im Juli 2020 wurde an der Ecke Goebenstraße/Sophienstraße ein weiteres Hotel mit angeschlossenem Boardinghouse mit 58 Wohneinheiten eröffnet. Es trägt den Namen Go 25 nach der Adresse Goebenstraße 25. Außerdem gibt es in mehreren Häusern an der Goebenstraße sogenannte Monteurzimmer, die insbesondere für Handwerker vorgesehen sind, die sich für einen begrenzten Zeitraum in der Stadt aufhalten. Die Häuser, in denen die Zimmer angeboten werden, haben Namen wie Villa Marta, Haus Marta, Haus Hansa, Haus Sophie, Haus Werra und Haus Pewo.

### Goebenstraße
Die Goebenstraße selbst ist ebenfalls umgebaut worden. So befindet sich auf der Kreuzung Schillerstraße/Goebenstraße nun ein Kreisverkehrsplatz mit La Palla in der Mitte, einer von Luciano Fabro erstellten Edelstahlkugel mit einem Durchmesser von 350 cm. Über den Verlauf der Goebenstraße von der Luisenstraße an um La Palla herum hat Luciano Fabro einen Auszug aus Rainer Maria Rilkes Gedicht Der Ball auf ein metallenes Band mit 95 Zentimetern großen Buchstaben modelliert.
Im Zuge des Umbaus des Viertels wurde auch das neue Gebäude der Musikschule Herford in der unmittelbaren Nachbarschaft gebaut.
Die Goebenstraße wurde 1886 nach dem preußischen General August von Goeben benannt. Davor hieß sie Behmer oder Oberbehmer Chaussee.

## Sport- und Freizeiteinrichtungen

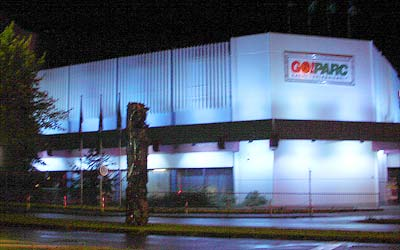
Go!Parc Herford

### Sportzentrum Im Kleinen Felde
Im Bereich eines ehemaligen Ziegeleigeländes befindet sich das Sportzentrum Im Kleinen Felde mit einem Freibad und einer Eissporthalle, in der 2000 Besucher Platz finden.

### GoParc und Diskothek X
Auch die beiden größten Diskotheken der Stadt liegen in der Radewiger Feldmark. Die Diskothek GoParc befindet sich im Parkhaus Radewig direkt am Bahnhof, die Diskothek X steht an der Bünder Straße in der Nähe der Umgehungsstraße. In beiden Diskotheken treten auch Live-Sänger und -Bands. auf. Der Einzugsbereich der beiden Diskotheken erstreckt sich auf das ganze nördliche Ostwestfalen.

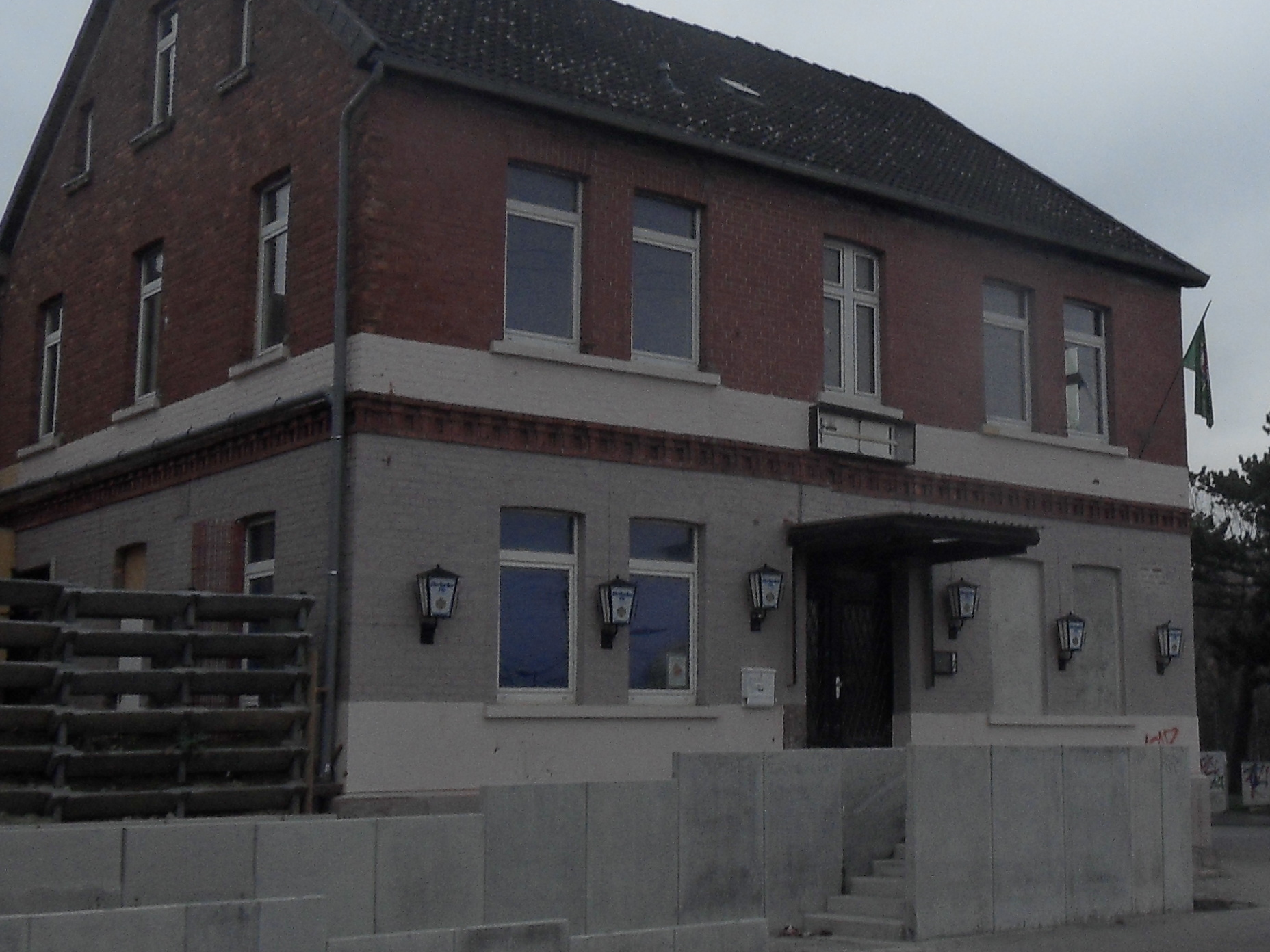
FlaFla an der Diebrocker Straße vor der Renovierung

### Springolino
Zwischen der Ackerstraße und der Kiebitzstraße liegt Ostwestfalen-Lippes größte Indoor-Spielanlage Springolino mit einer Fläche von 5.000 m². Sie ist damit eine der größten Hallenspielplätze Deutschlands.

### Alte Güterhalle
Nachdem die Güterhalle von der Deutschen Bahn nicht mehr benötigt wurde, wurde sie von der Stadt Herford gekauft. Die Alte Güterhalle wird seitdem für Ausstellungen, Messen (z. B. Herbstzeitlos), Märkte, Konzerte, Modenschauen und dergleichen genutzt.

### FlaFla
Seit 1969 gibt es das Jugend- und Kulturzentrum FlaFla in Herford. Nach mehreren Umzügen wurde Ende 2015 ein Gebäude an der Diebrocker Straße gekauft, in das das Fla Fla nach der Renovierung Ende 2017 einzog. Zuvor befand es sich mehrere Jahre an der Goebenstraße.

## Kirchen

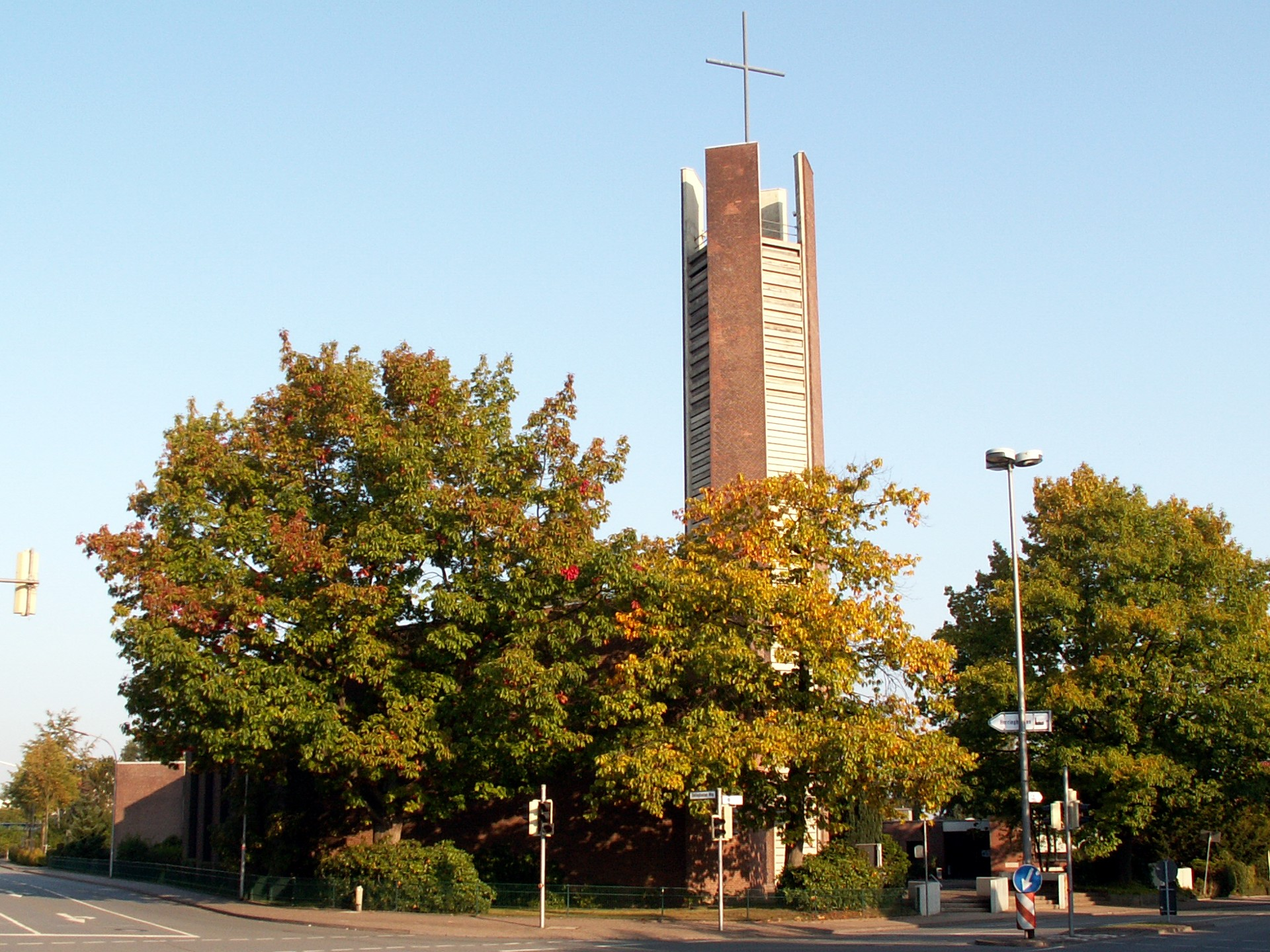
St. Paulus

### St. Paulus
An der Kiebitzstraße steht die Pauluskirche. Sie bildet mit den drei anderen katholischen Herforder Kirchen St. Johannes Baptist an der Komturstraße, Maria Frieden am Lübberlindenweg und St. Josef in Elverdissen einen Pastoralverbund.
Als nach dem Zweiten Weltkrieg Flüchtlinge und Vertriebene vor allem aus Schlesien, das zum Teil katholisch war, nach Herford kamen, erwarb die damals einzige katholische Herforder Kirchengemeinde St. Johannes Baptist 1947 das heutige Kirchengrundstück. Zwei Jahre später kaufte sie das auf dem Grundstück stehende Haus und baute den Schafstall in dem Fachwerkhaus in eine Kapelle um. 1954 wurde vom Kirchenvorstand beschlossen, eine Kirche zu bauen. 1960 wurde mit dem Bau begonnen, der am 3. März 1962 vom Weihbischof Paul Nordhues geweiht wurde. Das Geld für eine Glocke wurde 1967 gespendet, so dass die Petrusglocke (940 kg), die Marienglocke (520 kg) und die Josefglocke (420 kg) am 1. Adventssonntag 1967 geweiht werden konnten.
Im Jahre 1978 wurde das Gemeindehaus eingeweiht und 1994 der Kindergarten eröffnet. Zur Gemeinde gehörten im Jahr 2009 etwa 2.550 Mitglieder.

### Lutherhaus
Von 1914 bis Anfang des 21. Jahrhunderts fanden im Lutherhaus am Oetinghauser Weg, das zur Münstergemeinde gehört, evangelische Gottesdienste statt.

## Weitere Religionsgemeinschaften
Weitere evangelische Gemeinden sind die Evangelisch-Freikirchliche Gemeinde Herford an der Ravensberger Straße und das Missionswerk der Gemeinde Gottes e. V. an der Zimmerstraße.
Die Gebets- und Kulturstätten der Türkisch-Islamischen Union der Anstalt für Religion (DITIB) befinden sich an der Bielefelder Straße.
Nachdem im Mai 2009 in Herford eine Alevitische Gemeinde gegründet worden war, wurde im November 2010 an der Goebenstraße ein Alevitisches Gemeindezentrum eröffnet. Zu diesem Zeitpunkt hatte die Gemeinde 210 Mitglieder.

## Lebenshilfe Herford
An der Ackerstraße hat die Lebenshilfe Herford e. V. ihren Sitz. Der gemeinnützige Verein Lebenshilfe für Menschen mit geistiger Behinderung Kreisvereinigung Herford e. V. – so der vollständige Name – existiert seit 1963 und hat etwa 300 Mitglieder (2013) und mehrere gemeinnützige Tochterunternehmen. Die beiden größten sind die Herforder Werkstätten gGmbH und die Lebenshilfe Wohnen gGmbH.
Die Herforder Werkstätten haben 630 Beschäftigte an drei Standorten in Herford und einem in Löhne. Die größte Werkstatt ist der Füllenbruchbetrieb an der Ackerstraße mit 300 Behinderten und 150 Betreuern. In der Werkstatt Heidsiek an der Lilienthalstraße arbeiten 90 Behinderte und beim Industrieservice Radewig am Jöllenbecker Weg sind 120 Personen beschäftigt.
Die Lebenshilfe Wohnen betreibt für etwa 150 Personen zwei Wohnheime in Herford (Kiebitzstraße, Oetinghauser Weg), je ein Wohnheim in Hiddenhausen und Bad Salzuflen sowie vier Außenwohngruppen in Herford (Kiebitzstraße, Wellbrocker Weg, Tribenstraße, Heiko-Plöger-Weg) und eine in Bad Salzuflen.
Darüber hinaus gibt es das Wohnheim Finkenbusch am Wullbrinkholzweg, das zur Tochtergesellschaft Lebenshilfe Finkenbusch gGmbH gehört. Die bunten Häuser unweit der Mindener Straße wurden von den Anthroposophen übernommen. Dort leben 34 Menschen mit unterschiedlichen Behinderungen in vier Gruppen.

## Öffentliche Einrichtungen
In der Nähe des Herforder Bahnhofs befinden sich die Kreisverwaltung und das Finanzamt, das für die Städte Herford, Vlotho, Enger und Spenge sowie die Gemeinde Hiddenhausen zuständig ist. Das Kreiswehrersatzamt, das neben dem Finanzamt lag, wurde 2014 geschlossen.
Die Wohn- und Wirtschafts-Service GmbH (WWS Herford GmbH), die in der Stadt mehrere tausend Wohnungen bewirtschaftet, hat seit September 2010 ihren Sitz im Elsbachhaus.
An der Kurfürstenstraße befindet sich das für den Kreis Herford zuständige Screeningzentrum für die Brustkrebs-Früherkennung.

## Kläranlage

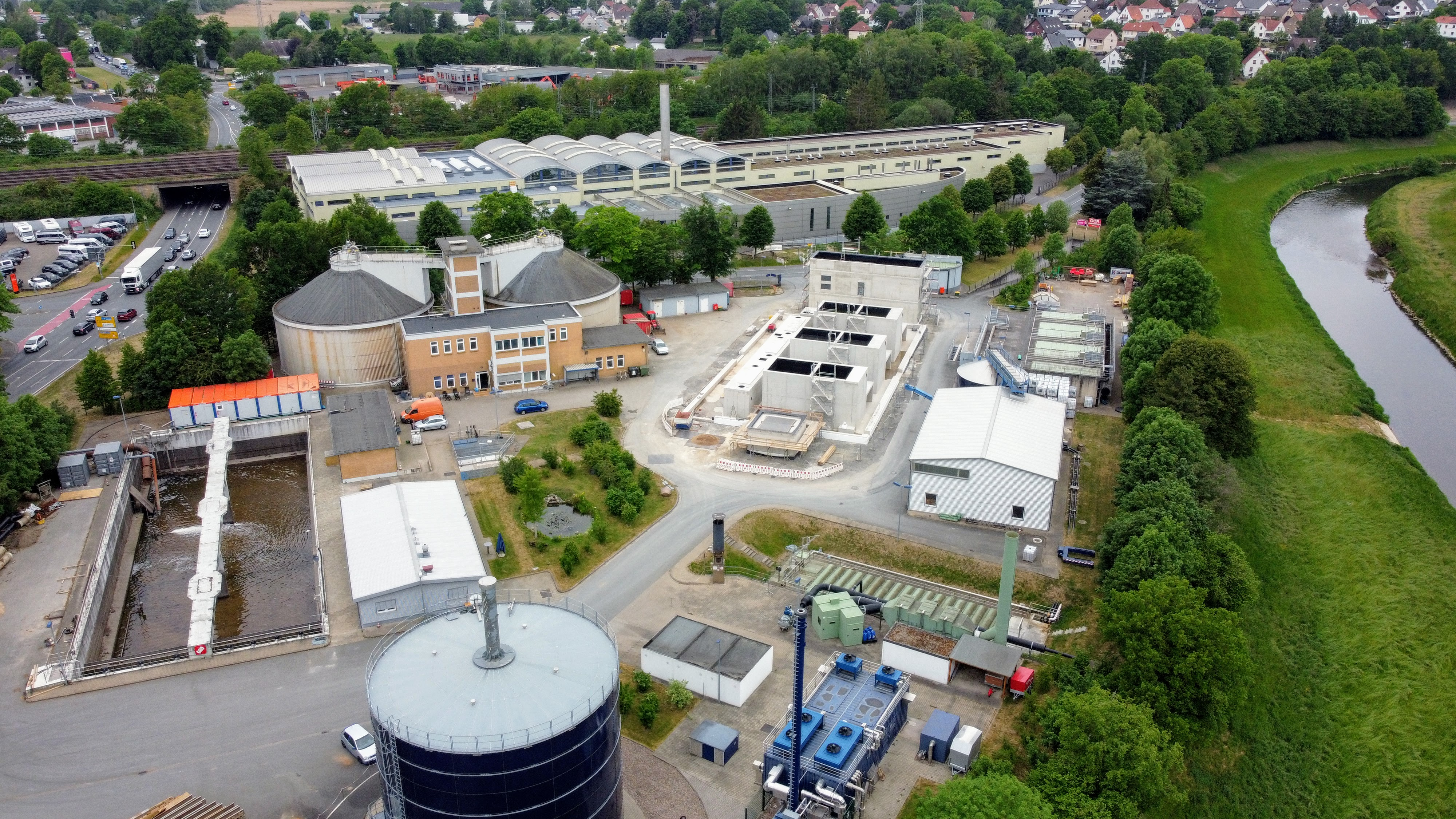
Kläranlage Herford

Im Jahr 1913 errichtete die Stadt Herford ihre erste Kläranlage an der Goebenstraße zwischen der Bahnlinie, der Werre und der Umgehungsstraße. Noch heute befindet sich dort auf einer relativ kleinen Fläche die Kläranlage für die Stadt Herford und Teile der Gemeinde Hiddenhausen. Nachdem die alte Kläranlage bereits in den 1980er Jahren die vorgegebenen Abwasserwerte überschritt, sollte im Werretal eine neue Kläranlage errichtet werden. Dagegen gab es jedoch erhebliche Widerstände, so dass sich die Stadt entschloss, eine in Deutschland vollkommen neue Technik aus Frankreich einzusetzen. Dabei wurden für die für 250.000 Einwohnergleichwerte ausgelegte Anlage nur 7.400 m² benötigt. Für eine konventionelle Anlage dieser Größenordnung hatte eine Fläche von 31.700 m² zur Verfügung stehen müssen. Hinzu kommt, dass die nächsten Wohnhäuser nur 100 m entfernt sind und somit die Anforderungen an niedrige Geruchs- und Geräuschemissionen besonders hoch waren. Daher entschloss man sich, die französische Technik Biostyr anzuwenden, bei der die Kläranlage komplett eingehaust werden konnte. Das Besondere daran ist, dass das Wasser von unten nach oben durch eine drei Meter hohe Schicht aus drei Millimeter dicken Styropor-Kügelchen gepresst wird, die auf zwei Ebenen angeordnet sind (Festbettverfahren). Bei einer konventionellen Anlage ruht dagegen das Wasser im Vor- und Nachklärbecken und wird im Belebungsbecken mit Bakterien angereichert, wodurch erheblich mehr Platz benötigt wird. Dadurch konnte die ab 1993 gebaute und 1997 fertiggestellte Anlage vollkommen eingehaust werden.
Während das gereinigte Wasser in den Vorfluter Werre gepumpt wird, wird die Abluft in drei hintereinandergeschaltete Reaktortürme gedrückt, wo sie einer chemischen Luftwäsche unterzogen wird, wodurch die Geruchsstoffe stufenweise neutralisiert werden.
Bei der 1999 in Betrieb genommenen Kläranlage handelt es sich um die erste ihrer Art in Deutschland. Die Kosten betrugen umgerechnet ca. 58,5 Mio. Euro.
Nach Inbetriebnahme der Kläranlage wurde auf dem Gelände noch eine Schlammwiederaufbereitungsanlage gebaut.
Nach ihrer Fertigstellung wurde die Kläranlage mit dem Cross-Border-Leasing an einen Investor in den USA vermietet und für einen Zeitraum von 25 Jahren zurückgemietet. Durch die dadurch erzielten Erträge konnten die Abwassergebühren zeitweilig gesenkt werden. Partner in den USA ist die Bank of America, abgesichert wurde das Geschäft über US-Staatsanleihen. Partner in Deutschland ist die Landesbank Sachsen (Sachsen-LB).
Die Anlage wurde mittlerweile um eine 4. Reinigungsstufe zur Beseitigung von Spurenstoffen erweitert.

## Verkehr

### Hauptverkehrsstraßen
Durch die Radewiger Feldmark verlaufen viele Hauptverkehrsstraßen. Im Norden und Westen bildet die Umgehungsstraße (B 61/B 239), die in den 1930er Jahren gebaut wurde, etwa die Grenze der Feldmark.
Sternförmig von der Innenstadt stadtauswärts über die Umgehungsstraße hinweg führen die Ausfallstraßen Goebenstraße, Bünder Straße, Engerstraße, Diebrocker Straße und Bielefelder Straße, die nach Kirchlengern, Bünde, Enger, Herford-Diebrock und Bielefeld führen. Etwas untergeordnete Bedeutung haben der Wellbrocker Weg und der Oetinghauser Weg.
An der Goebenstraße liegen die Kläranlage, der ehemalige Bus-Betriebshof der Verkehrsbetriebe Minden-Ravensberg, der ehemalige Kleinbahnhof, das Marta-Viertel und die Musikschule.
Die Füllenbruchstraße führt von der Umgehungsstraße am Naturschutzgebiet Füllenbruch entlang nach Hiddenhausen-Oetinghausen.
Etwa auf der Hälfte zwischen der Umgehungsstraße und der Radewig verbindet der Westring die Bielefelder Straße mit der Diebrocker Straße, Engerstraße, dem Oetinghauser Weg und dem Wellbrocker Weg. Am Westring liegt auch das Sportzentrum Im Kleinen Felde.

### Parkhäuser
Das Parkhaus Marta-Areal im Marta-Viertel bietet Platz für 456 Parkplätze. Das Parkhaus Radewig hat 444 Parkplätze. Es liegt direkt an der Bahnstrecke Hamm-Minden in der Nähe des Bahnhofs und des Kreishauses. Für Bahnreisende sind einige Plätze reserviert. Im Erdgeschoss befindet sich die Großdiskothek GoPark.

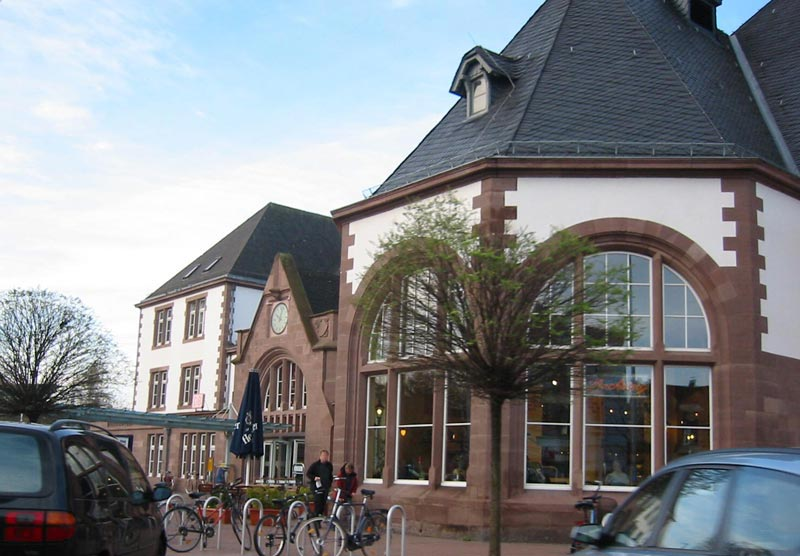
Bahnhof Herford

### Eisenbahn
Der Herforder Bahnhof liegt in der Radewiger Feldmark, die im Osten von der Bahnstrecke Hamm–Minden durchschnitten wird. Südlich des Bahnhofs zweigt die Bahnstrecke Herford–Himmighausen ab. Die beiden Gleisanschlüsse zur Herforder Brauerei und zur Fa. Sulo wurden zwischenzeitlich gekündigt.
Ursprünglich gab es auch eine Gleisverbindung zur Herforder Kleinbahn, deren Kleinbahnhof direkt neben dem Bahndamm lag. Heute hat dort die BKK Herford Minden Ravensberg ihren Sitz. Auf dem Gelände befindet sich auch noch der ehemalige Bus-Betriebshof der Verkehrsbetriebe Minden-Ravensberg.

## Gewerbe

### Füllenbruch
In der Radewiger Feldmark gibt es das Gewerbegebiet Füllenbruch, das im Westen bis zum Gewerbegebiet Herringhausen reicht. Dort und außerhalb des Gewerbegebietes sind mehrere bekannte Gewerbebetriebe angesiedelt.
Die Möbelwerke Stiegelmeyer GmbH & Co. KG an der Ackerstraße und der Füllenbruchstraße sind Deutschlands größter Hersteller von Betten und Nachtschränken für Krankenhäuser, Pflege- und Senioreneinrichtungen.

### Bereich Bielefelder Straße/Diebrocker Straße
An der Bielefelder Straße befinden sich die Hauptverwaltung der Westfalen Weser Energie und der Sitz des Säuglingsnahrungsmittelherstellers Humana GmbH.
An der Zimmerstraße/Diebrocker Straße ist die Schokoladenfabrik Ludwig Weinrich GmbH & Co. KG angesiedelt, die Schokolade unter dem eigenen Namen vertreibt und Schokolade für Lidl herstellt. Außerdem wird Transfair-Schokolade für das Gepa Fair Handelshaus und unter dem Namen Vivani Bio-Schokolade produziert. Am Gänsemarkt betreibt Weinrich die Bruchbude, einen Laden, in dem direkt ab Fabrik Bruchschokolade und Restposten verkauft werden.
An der Wittekindstraße, der Weberstraße und Im Kleinen Felde hat der Bekleidungshersteller Leineweber GmbH & Co. KG seine Zentrale, die Personalabteilung, den Mitarbeiter- und Fabrikverkauf sowie ein Service-/Technik-Center. Außerdem gibt es in Herford noch ein Logistikzentrum Hosen und ein Logistikzentrum Oberteile. Die Firma stellt unter dem Namen Brax Hosen und Hemden für Herren sowie Hosen, Strickwaren und Jacken für Damen her. Außerdem wird Golfkleidung produziert.

### Bereich Bünder Straße/Goebenstraße
Das größte Mülltonnenwerk der Welt befindet sich an der Bünder Straße, wo die SULO Umwelttechnik GmbH ihren Sitz hat und im Jahr etwa 2 Millionen Mülltonnen produziert (Stand Mitte 2010). Zur Sulo-Gruppe gehören auch die Westfalia Speditionsgesellschaft mbH und die Firma Envicomp Systems, die Soft- und Hardwarelösungen für das Management der Bereiche Entsorgung, Tourenplanung, Identifizierung und Verwiegung entwickelt.
Die Veolia Umweltservice West GmbH hat an der Goebenstraße ihre Niederlassung Mitte und an der Werrestraße ein Service-Center der Region Nord. Die Stadt Herford und Veolia Umweltservice sind Anteilseigner an der Servicegesellschaft für Wirtschaft und Kommunen mbH (SWK GmbH), die die Abfallbeseitigung, die Grünflächenunterhaltung und den Straßenbau in der Stadt Herford durchführt.
Die HEW – Herforder Elektromotoren-Werke GmbH & Co. KG stellt an der Goebenstraße Elektromotoren, Läutemaschinen und Kirchturmuhren her. Läutemaschinen der Firma gibt es unter anderem im Kölner Dom, im Petersdom in Rom, in der Saint Paul’s Cathedral in London und in der Kathedrale von Canterbury.
Im ehemaligen Kleinbahnhof an der Goebenstraße befindet sich die einzige Betriebskrankenkasse der Stadt, die BKK Herford Minden Ravensberg.
Seit 2015 hat die Bitcoin Deutschland AG ihren Sitz in der Nordstraße.

### Weitere Bereiche
Deutschlands größter Pflegedienst Bonitas hat seinen Hauptsitz an der Heidestraße.
Am Schnatweg stellt die Schwabedissen Maschinen+Anlagen Service GmbH Holzbearbeitungsmaschinen her.
Bei der Heinze Kunststofftechnik GmbH & Co. KG an der Eupener Straße werden Spritzgusskunststoffe für die Automobilindustrie sowie Gehäuse für Mobiltelefone und Elektrokleingeräte hergestellt.